# Roseburg (Oregón)
Roseburg es la sede del condado de Douglas en el estado estadounidense de Oregón. En el año 2000 tenía una población de 21.050 habitantes y una densidad poblacional de 838.2 personas por km².

## Geografía
Roseburg se encuentra ubicada en las coordenadas 43°13′5″N 123°21′22″O / 43.21806, -123.35611.

## Historia
El 31 de octubre de 1855 en sus inmediaciones, se produjo una matanza de indios americanos por parte del ejército de los Estados Unidos, debido a sus importantes yacimientos de oro situaciones en el curso del río Rogue.

## Demografía
Según la Oficina del Censo en 2000 los ingresos medios por hogar en la localidad eran de $31,250, y los ingresos medios por familia eran $40,172. Los hombres tenían unos ingresos medios de $32,624 frente a los $25,707 para las mujeres. La renta per cápita para la localidad era de $17,082. Alrededor del 15.1% de la población estaban por debajo del umbral de pobreza.